# Ajgina
Ajgina (grško Αίγινα, Aígina, starogrško Αἴγῑνα) je eden od Saronskih grških otokov v Saronskem zalivu, 27 kilometrov od Aten. Po legendi izhaja iz Ajgine, matere junaka Ajka, ki se je rodil na otoku in postal njegov kralj. V antiki je Ajgina tekmovala z Atenami, veliki pomorski sili tistega časa.

## Geografija
Ajgina je približno trikotne oblike, od vzhoda proti zahodu dolga približno 15 km in od severa do juga okoli 10 km, s površino 87,41 km2. 
Ugasli vulkan predstavlja dve tretjini Ajgine. Severni in zahodni del sestavlja kamnita, a rodovitna ravnica, kjer se dobro goji in proizvaja razne žitarice, nekaj bombaža, trto, mandlje, oljke in fige, vendar je najbolj značilen pridelek Ajgine danes pistacija. Ekonomsko je pomembno nabiranje spužvastih gob. Južni vulkanski del otoka je razgiban in gorat, v veliki meri pa je nerodoviten. Najvišja je stožčasta gora Oros (531 m) na jugu, greben Panhelenen se razprostira proti severu z ozkimi rodovitnimi dolinami na obeh straneh.
Plaže so priljubljena turistična atrakcija. Gliser iz Pireja vozi le štirideset minut da doseže Ajgino; redni trajekt vozi približno eno uro. Obstajajo redne avtobusne proge iz mesta Ajgina do destinacij na otoku, kot je Agia Marina. Portes je ribiška vas na vzhodni obali.

### Občine
Občina Ajgina je sestavljena z otoka Ajgina in nekaj manjših otočkov. Je del otoške enote pokrajine Atika. Občina je razdeljena na naslednjih pet skupnosti (število prebivalcev v oklepajih v letu 2011) :
- Ajgina (7253)
- Kipseli (2124)
- Mesagros (1361)
- Perdika (823)
- Vati (1495)

Glavni kraj je mesto Ajgina, ki se nahaja na severozahodnem koncu otoka. Zaradi svoje bližine Aten je priljubljeno počitniško mesto v poletnih mesecih, kar nekaj Atencev ima v lasti hiše na otoku.

### Pokrajina
Pokrajina Ajgina (grško Επαρχία Αίγινας) je bila ena od pokrajin prefekture Pirej. Njeno ozemlje se je ujemalo s trenutnimi občinami Ajgina in Agkistri.  Ukinjena je bila leta 2006.

## Zgodovina

### 20.–7. stoletje pred našim štetjem
Ajgina, po Herodotu , je bila kolonija Epidavra. Umeščena med Atiko in Peloponez je postala mesto trgovanja še prej, njeni najzgodnejši prebivalci pa so domnevno prišli iz Male Azije . Minojska keramika je bila najdena iz okoli 2000 pr. n. št. Slavni zaklad iz Ajgine, ki je zdaj v Britanskem muzeju, se ocenjuje med 1700 in 1500 pr. n. št.  Razkritje številnih zlatih okraskov, ki spadajo v zadnje obdobje mikenske umetnosti nakazuje, da je bila Ajgina naseljena še nekaj generacij po dorskem osvajanju Argosa in Lakedamona . Verjetno je, da otok ni bil doriciziran pred 9. stoletjem pred našim štetjem.
Eno najzgodnejših zgodovinskih dejstev je njegovo članstvo v Amfiktijoniju ali zvezi Kalaurije, ki je potrjena okoli osmega stoletja pred našim štetjem. Ta navidezno verska zveza je vključevala poleg Ajgine še Atene, Minij (Beocija) Orhomen, Trezen, Hermion, Navplion in Prasije. Verjetno je bila organizacija mestnih držav, ki so bile še vedno mikenske, da bi preprečile piratstvo na Egejskem morju, ki se je začelo kot posledica razpada pomorske nadvlade mikenskih vladarjev.
Zdi se da je Ajgina pripadala [[Eretrija|Eretrijski zvezi med Lelantinsko vojno; to morda lahko razloži vojno s Samosom, glavnemu članu tekmovalne Halkidijske zveze med kraljem Amfikratom (Herod iii. 59), to je najkasneje v zgodnji polovici 7. stoletja pred našim štetjem. 

### Kovanci in pomorska sila (7.–5. st. pr. n. št.)
Zgodnja zgodovina razkriva, da pomorski pomen otoka sega v preddorsko obdobje. Običajno je, skladno z avtoriteto Efora navedeno, da je Fejdon iz Argosa ustanovil kovnico v Ajgini, prvi mestni državi, ki je izdajala kovance v Evropi, ajginski starter. En žigosan stater (ki ima oznako neke avtoritete v obliki slike ali besede) je mogoče videti v Bibliotheque Nationale of Paris. To je strarter iz elektruma z želvo, sveto živaljo Afrodite, skovan v Ajgini okoli leta 700 pr. n. št. . Zato se domneva, da so Ajginci v 30-ih ali 40-ih letih po izumu kovanca v Mali Aziji s strani jonskih Grkov ali Lidijcev (630 pr. n. št.) morda bili tisti, ki so uvedli kovance v zahodni svet. Dejstvo, da je bil ajginski standard za uteži in mere (razvit sredi 7. stoletja) eden od obeh standardov v splošni rabi v grškem svetu (drugi je bil evbojsko-atiški), zadostuje za zgodnji tržni pomen otoka. Ajginski standard teže približno 12,3 g je bil v grškem svetu v sedmem stoletju pred našim štetjem široko sprejet. Ajginski stater je bil razdeljen na tri drahme s 4,1 grama srebra. Starterji, ki prikazujejo morsko želvo, so bili ukinjeni do konca 5. stoletja pred našim štetjem. Po koncu peloponeške vojne, 404 pr. n. št., je bil zamenjan s kornjačo.
Med pomorsko širitvijo Ajgine v času arhaičnega obdobja je bila Kidonija idealna pomorska postaja za floto Ajgine na poti v druga sredozemska pristanišča, ki jih je nadzirala nastajajoča pomorska sil Ajgine.. V naslednjem stoletju je bila ena od treh glavnih držav, ki so trgovale na tržnici Naukratisa v Egiptu, in je bila edina grška država blizu Evrope, ki je imela delež v tej trgovini.  V začetku 5. stoletja pred našim štetjem se zdi, da je bila skladišče trgovine žitaric ob Črnem morju, ki je kasneje postal atenski monopol. 
Za razliko od drugih trgovskih držav 7. in 6. stoletja pred našim štetjem, kot so Korint, Haljida, Eretrija in Milet, Ajgina ni našla nobenih kolonij. Naselja, na katera se sklicuje Strabon (viii. 376), ni mogoče šteti za resnične izjeme pri teh trditvah.

### Rivalstvo z Atenami (5. st. pr. n. št.)
Znana zgodovina Ajgine je skoraj izključno zgodovina njenih odnosov s sosednjo državo Atene, ki je začela tekmovati s talasokracijo (pomorsko močjo) Ajgine o začetku šestega stoletja pred našim štetjem. Solon je sprejel zakone, ki so omejevali trgovino Ajgincev v Atiki. Legendarna zgodovina teh odnosov, kot jo je zapisal Herodot (v. 79-89; vi. 49-51, 73, 85-94), vključuje kritične probleme nekaterih težavnosti in zanimanj. Sovražnost dveh držav je ponovno zaznati v sporu o podobah boginj Damie in Auksesije, ki so ju Ajginci odnesli iz Epidavra, njihove matične države.
Epidavrijci so bili navajeni, da letno darujejo atenskima božanstvoma Ateni in Erehteju kot plačilo za atenski les oljk, iz katerega so izdelali kipe. Po zavrnitvi Ajgincev, da nadaljujejo s temi daritvami, so Atenci poskušali odnesti podobe. Njihova oblika je bila čudežno uničena - po različici Ajgincev so kipi padli na kolena - in samo en sam preživel se je vrnil v Atene. Tam je postal žrtev besa furije njihovih tovarišev, ki so ga prebodli s svojimi broškami. Herodot ni določil nobenega datuma za ta "star spor"; sodobna pisca, npr. J. B. Bury in R. W. Macan, predlagata obdobje med Solonom in Pejzistratom okoli 570 pr. n. št. Možno je, da je celotna epizoda mit. Kritična analiza pripovedi se zdi, da ne razkrije nič drugega kot vrsto etioloških tradicij (razlaga kultov in običajev), npr. klečeče drže podob Damije in Auksesije, uporabo domače posode namesto atenske za čaščenje in spremembe ženske obleke v Atenah od dorskega v jonski slog.
Herodotov zapis o sovražnosti med obema državama v zgodnjem 5. stoletju pred našim štetjem, ima naslednji učinek. Tebanci so po porazu z Atenami okoli 507 pr. n. št. prosili Ajgino za pomoč. Ajginci so se najprej zadovoljili s pošiljanjem podob Ajcidov, junakov na njihovem otoku. Kasneje pa so se dogovorili o zavezništvu in uničevali Atiko na morju. Atenčani so se pripravljali na odziv, kljub nasvetu Delfov, da ne bi smeli napadati Ajgine še trideset let, in se raje posvetili Ajaku, ko so njihove namere prekinile špartanske intrigi za obnovitev Hipija na položaj.
Leta 491 pr. n. št. je bila Ajgina ena od držav, ki je simbole predaje ("zemlja in voda") dala ahemenidski Perziji. Atene so se takoj pritožile Šparti, da bi kaznovali to dejanje sodelovanja in Kleomen I., eden izmed kraljev iz Šparte, je prišel na otok, da bi aretiral tiste, ki so bili odgovorni za to. Njegov poskus je bil najprej neuspešen; vendar je po deportaciji Demarata obiskal otok že drugič, skupaj s svojim novim kolegom Leotihidom, aretiral deset vodilnih državljanov in jih deponiral v Atene kot talce.
Po smrti Kleomena in zavrnitev Atencev, da so talce osvobodili Leotihida, so se Ajginci maščevali, ko so na festivalu v Suniumu zasegli številne Atence. Potem so se Atenci združili z Nikodromom, vodjo demokratične stranke na otoku, v zaroti proti Ajgine. On bi moral zasesti staro mestno jedro in isti dan naj bi pomagali s sedemdesetimi plovili. Zarota ni uspela zaradi poznega prihoda atenskih sil, ko je Nikodrom že pobegnil z otoka. Sledil je spopad, v katerem so bili Ajginci poraženi. Kasneje so uspeli zmagati nad atensko floto.
Vse incidente po pritožbi Aten Šparti, Herodot izrecno opozarja na interval med pošiljanjem glasnikov leta 491 pr. n. št. in invazijo Datisa in Artaferna v 490 pr. n. št. (Herod. vi 49 s 94).
Pri tej zgodbi so težave, od katerih so glavne:
1. Herodot ne omenja ali implicira, da je bil mir med dvema državama sklenjen pred 481 pr. n. št., niti ne razlikuje med različnimi vojnami v tem obdobju. Iz tega sledi, da je vojna trajala kmalu po 507 pr. n. št. do kongresa v Korintu leta 481 pr. n. št.
2. Od petindvajsetih let sta le za dve leti (490 in 491 pr. n. št.) podane vse podrobnosti. Zanimivo je, da v obdobju med bitko pri Maratonu in Salamini ni bilo nobenih incidentov, saj je bila v času korintskega kongresa vojna opisana kot najpomembnejša v Grčiji [13]
3. Morda je neverjetno, da bi Atene poslale dvajset ladij na pomoč Joncem leta 499 pr. n. št., če bi bili takrat v vojni z Ajgino.
4. Obstaja naključna navedba časa, ki označuje obdobje po Maratonom kot pravi datum za dogodke, ki jih je Herodot napotil na leto pred Maratonom, glede na trideset let, ki so potekla med posvečanjem Ajaku in končno zmago Aten. [14]

Ker je bila končna zmaga Aten nad Ajgino leta 458 pr. n. št., bi nas trideset let prerokbe vrnilo v leto 488 pr. n. št. Kot datum posvetitve in začetka sovražnosti. Ta sklep podpira datum izgradnje 200 trirem »za vojno proti Ajgini« po nasvetu Temistoklesja, ki je naveden v Atenski ustavi 483-482 pr. n. št.  Zato je verjetno, da je Herodot napačno zapisal začetek sovražnosti v zvezo med Tebami in Ajgino (507 pr. n. št.) in da je epizoda Nikodroma nastala pred bitko pri Maratonu.
Tebe so se brezpogojno zavzele zavezništvo z Ajgino c. 507 pr. n. št., vendar niso pridobile nič. Zavrnitev Ajgine je bila v diplomatski predstavi o »pošiljanju Ajcidov". Pravi dogodek za začetek vojne je bila zavrnitev Aten, da bi obnovile talce kakih dvajset let kasneje. Le ena vojna je trajala od 488 do 481 pred našim štetjem. Atenam je bilo v tej vojni zagotovo najhujše. Herodot ni imel zabeleženih atenskih zmag, in dejstvo, da je Temistokles lahko opravil svoj predlog, da bi presežne sklade države namenil za izgradnjo tako velike flote, naj bi pomenilo, da so bili Atenci sami prepričani, da je bil potreben največji napor.
Pri potrditvi tega mnenja je mogoče poudariti, da sta pomorsko nadvlado Ajgine antićni pisci v kronologiji dodelili natančno temu obdobju, to je letu 490-480. 

### Nazadovanje
V nasprotju s Kserksom I. je mogoče, da so Ajginci igrali večjo vlogo, kot jim jo je priznal Herodot. Atenska tradicija, ki ji v glavnem sledi, bi seveda skušala prikriti svoja dejanja. Ajgina je namesto Aten dobila nagrado hvaležnosti pri Salamini in zdi se, da je uničenje perzijske flote enako delo ajginskega kontingenta kot atenskega (Herod. viii. 91). Obstajajo tudi drugi znaki pomena ajginske flote v grški obrambni shemi. Glede na te premisleke je težko oceniti število plovil, ki jim jih je dodelil Herodot (30 v primerjavi z 180 atenskimi). V naslednjih dvajsetih letih je filo-lakonska politika Kimona zavarovala Ajgino, kot člana špartanske zveze, pred napadom. Sprememba v atenski zunanji politiki, ki je bila posledica ostrakizma Kimona leta 461 pr. n. št., je imela za posledico to, kar včasih imenujejo prva peloponeška vojna, med katero je večino borb potekala med Korintom in Ajgino. Slednja država se je morala obrniti k Atenam po obleganju in sprejeti položaj subjekta (456 pr. n. št.). Tribute je bil določen na 30 talentov.
V skladu s pogoji tridesetletnega miru (445 pr. n. št.) so Atene obljubile, da bodo Ajgini obnovile njeno avtonomijo, vendar je klavzula ostala neuresničena. V prvi zimi peloponeške vojne (431 pr. n. št.) so Atene izgnale Ajgince in na njihovem otoku ustanovile poseben tip kolonije -  kleruhijo (grško κληροῦχος, klērouchos – zemljiški posestnik). Izseljence so naselili Šparta v Tireatisu, na mejah Lakonije in v Argolidi. Tudi v svojem novem domu niso bili varni pred atenskim sovraštvom. Vojska, ki jo je vodil Nikij, je prišla leta 424 pr. n. št., je večino pobila. Ob koncu vojne v Peloponezu je Lizander obnovil raztresene ostanke starega prebivalstva na otoku , ki so ga Špartanci uporabljali kot izhodišče za operacije proti Atenam med korintsko vojno. Njena veličina pa je bila končana. Nadaljnja vloga je bila nepomembna.
Bilo bi napačno pripisati propad Ajgine izključno razvoju atenske mornarice. Verjetno je, da se je moč Ajgine v dvajsetih letih po Salamini vztrajno zmanjševala in da se je absolutno zmanjšala tudi glede na Atene. Trgovanje je bilo vir Ajginine veličine in njena trgovina, ki naj bi bila predvsem z Levantom, je mora resno trpela zaradi vojne s Perzijo. Ajginino podrejenost leta 491 je treba pojasniti s trgovskimi odnosi s perzijskim cesarstvom. Bila je prisiljena v patriotizem kljub jezi nase, in slava, ko je zmagala v bitki pri Salamini, je bila plačana z izgubo svoje trgovine in razpada mornarice. Popolnost uničenja tako močne države pojasnjujejo gospodarski pogoji otoka, katerih blaginja je temeljila na suženjstvu. Nemogoče je dejansko sprejeti Aristotelovo oceno (Athenaeus vi. 272) za 470 000 prebivalcev kot število sužnjev; vendar je jasno, da je moralo biti število veliko večje od števila svobodnih prebivalcev. V zvezi s tem zgodovina Ajgine vendar predvideva zgodovino Grčije kot celote.
Ustavna zgodovina Ajgine je nenavadno preprosta. Dokler je otok ohranil svojo neodvisnost, je vladala oligarhija. Ni sledov junaške monarhije in nobene tradicije tiranizma. Zgodba o Nikodromu, medtem ko dokazuje obstoj demokratične stranke, hkrati nakazuje, da ima malo podpore.

### Helenistično obdobje in rimska oblast
Ajgina s preostalo Grčijo so obvladovali Makedonci (322-229 pr. n. št.), Ahajci (229-211 pr. n. št.), Etolci (211/10 pr. n. št..), Atal iz Pergamona (210-133 pr. n. št.) in Rimljani 133 pr. n. št.). Zapis v arheološkem muzeju Ajgine pravi, da je judovska skupnost verjela, da je bila ustanovljena v Ajgini »konec drugega in v tretjem stoletju n. št.«, ko so Judje pobegnili pred invazijami barbarov v Grčijo.  Vendar so se prve faze teh invazij začele v 4. stoletju. Lokalna krščanska tradicija pravi, da je v bila 1. stoletju ustanovljena krščanska skupnost, ko je kot škof Krisp, vladar korintske sinagoge, postal kristjan   in ga je krstil Pavel, apostol . Obstajajo pisni dokazi o sodelovanju kasnejših škofov Ajgine, Gabriela in Tomaža, na koncilih v Konstantinoplu leta 869 in 879. Najprej je bila sufragan metropolije v Korintu, vendar je bila pozneje dodeljena čast nadškofije.  Katoliška cerkev danes ni več škofija, Ajgina je danes naslovna škofija. 

### Bizantinsko obdobje
Ajgina je po razdelitvi rimskega cesarstva leta 395 pripadla vzhodnemu rimskemu cesarstvu. V času vzhodno-rimske krize v 7. in 8. stoletju, so večino Balkana in grške celine preplavili vdori Slovanov. Dejansko je v skladu s kroniko Monemvazije (grško χρονικόν της Μονεμβασίας) otok služil kot pribežališče Korintčanom, ki so pobegnili pred vdori . Otok je cvetel v začetku 9. stoletja, kar dokazuje cerkvena gradbena dejavnost, a je močno trpela zaradi arabskih napadov iz Krete. Različne hagiografije zabeležijo obsežne napade okoli 830, kar je pripeljalo do velikega števila prebivalcev iz grške celine. V tem času je nekaj prebivalcev skušalo najti zatočišče v zaledju otoka, ko je nastalo naselje Palaia Chora. 
Glede na škof v Atenah iz 12. stoletja, Mihaela Honiata, je takrat postal izhodišče za pirate. To potrjuje tudi grafična podoba Grčije Benedikta iz Peterborougha, iz leta 1191; da je veliko otokov nenaseljeno zaradi strahu pred pirati in da je Ajgina skupaj s Salamino in Makronisom njihova trdnjava.

### Frankovska oblast po letu 1204
Po razpadu in razdelitvi bizantinskega cesarstva s četrto križarsko vojno leta 1204 je bila Ajgina dodeljena Beneški republiki. Postala je pod nadzorom vojvodine Atene. Katalanska družba je prevzela nadzor nad Atenami in z njimi nad Ajgino leta 1317, leta 1425 pa so Benečani nadzorovali otok, ko se je Alojto Caopena, takrat vladar Ajgine, postavil s pogodbo pod zaščito Republike in pobegnil nevarnosti turškega napada. Otok je potem moral biti rodoviten, saj je bil eden od pogojev, s katerimi mu je Benedikt priznal zaščito, da bi moral dati žito beneškim kolonom. Dogovoril se je predati otok Benetkam, če bo njegova družina izumrla. Antonio II. Acciaioli je nasprotoval pogodbi, ker se je ena izmed njegovih posvojenih hčera poročila s prihodnjim gospodarjem Ajgine, Antonellom Caopenom.

### Benečani v Ajgini (1451–1537)
Leta 1451 je Ajgina postala beneška. Otočani so pozdravili beneško vladavino; zahtevki Antonellojevega strica Arnà, ki so imeli zemljišča v Argolidi, so bili zadovoljni s pokojnino. Imenovan je bil beneški guverner (rettore), ki je bil odvisen od oblasti v Navplionu. Po Arnaniju je njegov sin Alioto ponovno podal svojo zahtevo na otok, vendar so mu povedal, da je bila republika odločena, da ga ohrani. On in njegova družina sta bila upokojena in eden izmed njih je pomagal pri obrambi Ajgine proti Turkom leta 1537, ko je bil s svojo družino ujet in umrl v turški temnici.
Leta 1463 se je začela turško-beneška vojna, ki je zajela beneško obalo Negroponte (Evboja), otok Lemnos, večino kikladskih otokov, Scudro in njihove kolonije v Morei. Mir je bil sklenjen leta 1479. Benetke so še vedno ohranile Ajgino, Lepant (Naupactus), Navplion, Monemvasijo, Modon, Navarino, Coron in otoke Kreta, Mikonos in Tinos. Ajgina je ostala podvržena Navplionu.

#### 16. stoletje
Po koncu Atenskega vojvodstva in kneževine Ahaja so edina latinska lastnina, ki je ostala na kopnem Grčije, papeško mesto Monemvazija, utrdba Vonitsa, mezenska postaja Coron in Modon, Lepanto, Pteleon, Navarino in gradovi Argos in Navplion z otokom Ajgina.
Leta 1502/03 je z novo mirovno pogodbo Benetke zapustila Kefalonijo, Monemvazija in Navplion, s svojimi dodatki v Morei. In proti zaplembi Megare je morala preživeti začasno ujetje gradu Ajgina s strani Kemala Reisa in ugrabitev 2000 prebivalcev. Ta pogodba je bila obnovljena leta 1513 in 1521. Vse zaloge žit je bilo treba uvažati iz turške strani, saj so postali nevarne poti po morju.
Leta 1537 je sultan Sulejman I. razglasil vojno z Benetkami in njegov admiral Hajrudin Barbarossa je uničil veliko Jonskih otokov, oktobra pa je napadel otok Ajgina. Četrti dan je bil ujet Palajohora, latinska cerkev sv. Jurija pa je bila ohranjena. Hajrudin Barbarossa je odraslo moško populacijo poklal in vzel več kot 6000 preživelih žensk in otrok kot sužnje. Potem je Barbarossa odšel v Naksos, od koder je odnesel ogromno plena, ko je vojvodo Naksosa prisilil k odkupu svoje neodvisnosti, tako da je plačal davek 5000 dukatov.
Z mirom leta 1540 so Benetke odstopile Navplion in Monemvazijo. Blizu 150 let kasneje Benetke niso imele nobenega dela celinske Grčije, razen Parge in Butrinta (podrejene politično Jonskim otokom), vendar so še vedno ohranile svoje otoke Ciper, Kreto, Tenos in šest jonskih otokov.

### Prvo osmansko obdobje (1540–1687)
Otok je napadel in pustil opustošenega Francesco Morosini v času kretske vojne (1654).

### Drugo beneško obdobje (1687–1715)
Leta 1684 je začetek Moreanske vojne med Benetkami in Osmanskim cesarstvom povzročil začasno ponovno pridobitev velikega dela države Benečanom. Leta 1687 je beneška vojska prispela v Pirej in osvojila Atiko. Število Atencev je v tistem času preseglo 6000, Albanci iz vasi niso bili izključeni, medtem ko prebivalstvo Ajgine leta 1674 ni preseglo 3000 prebivalcev, od katerih je bilo 2/3 žensk. Najpomembnejša epidemija kuge se je začela leta 1688 v Atiki, in povzročila ogromno migracijo Atencev proti jugu; večina se jih je naselila v Ajgini. Leta 1693 je Morosini ponovno prevzel poveljstvo, a njegova edina dela so bila preoblikovati grad Ajgine, ki ga je porušil v času kretske vojne leta 1655, stroške vzdrževanja pa so plačali, dokler je vojna trajala Atenci. Zaradi tega so Atenci poslali zahtevo za obnovo beneške zaščite in ponudbo letnega davka. Morosini je umrl leta 1694 in na njegovo mesto je bil imenovan Zeno.
Leta 1699 se je zaradi angleške mediacije vojna končala s  Karlovškim mirom, s katerim so Benetke obdržale posesti 7 jonskih otokov ter Butrinta in Parga, Morea, Spinalonga in Suda, Tenos, Santa Maura in Ajgina in prenehala plačevati davke za Zante, Lepant pa je bil vrnjen osmanskemu sultanu. Cerigo in Ajgina sta administrativno združena z Moreo, ki je ne samo plačal vse stroške administracije, temveč je zagotovila znatno ravnovesje v pomorski obrambi Benetk.

### Drugo osmansko obdobje (1715–1821)
V zgodnjem delu osmansko-beneške vojne leta 1714-1718 je osmanska flota pod vodstvom Canuma Hoka zajela Ajgino. Osmanske oblasti v Ajgini in Morei so se nadaljevale in potrdile s  Požarevskim mirom, ohranili pa so nadzor nad otokom, razen kratke ruske okupacije Orlovega upora (zgodnja 1770-ta), do začetka grške vojne za neodvisnost leta 1821.

### Grška revolucija
Med grško vojno za neodvisnost je Ajgina postala upravni center grških revolucionarnih oblasti. Tukaj je na kratko deloval Ioannis Kapodistrias

## Znamenitosti
- Afajin tempelj, posvečen boginji, ki je bila kasneje povezana z Ateno; tempelj je bil del predkrščanskega, enakokrakega svetega trikotnika templjev, vključno z atenskim Partenonom in Pozejdonovim templjem na Sounionu.
- samostan Agios Nectarios, posvečen sv. Nektariu, nedavnemu svetniku grške pravoslavne cerkve.
- Ioannis Kapodistrias (1776-1831), prvi vodja osvobojene moderne Grčije, je zgradil veliko zgradbo namenjeno za vojašnico, ki se je kasneje uporabljala kot muzej, knjižnica in šola. Muzej je bil prva institucija te vrste v Grčiji, vendar je bila zbirka leta 1834 prenesena v Atene. Nanj spominja kip na glavnem trgu.
- Tempelj Zevsa Helaniosa, v bližini vasice Pachia Rachi, je bizantinska cerkev iz 13. stoletja, zgrajena na ruševinah starodavnega templja Zevsa Helaniosa, zgrajenega v 4. stoletju pred našim štetjem. Stopnišče, ki vodi do cerkve, nekaj prvotnih zidov in kamne je iz prejšnjega templja.

## Kultura

### Mitologija
V grški mitologiji je bila Ajgina hči rečnega bog Asopa in nimfe Metope. Ona je rodila vsaj dva otroka: Menoetija z Aktorjem in Ajaka z bogom Zevsom. Ko je Zevs ugrabil Ajgino, jo je odpeljal v otok Aton, blizu Atike. Tu je Ajgina rodila Ajaka, ki je kasneje postal kralj Oenone; od tod je ime otoka Ajgina.
Ajgina je bila zbirališče Mirmidonov; v Ajgini so se zbrali in usposobili. Zevs je potreboval elitno vojsko in je sprva mislil, da je Ajgina, ki v tistem času ni imela nobenega prebivalca, dobro mesto. Zato je spremenil mravlje (grško: Μυρμύγκια, Myrmigia) v bojevnike, ki so imeli 6 rok in nosili črni oklep. Kasneje so Mirmidone, ki jih je vodil Ahil, imenovali za najbolj strahovito bojno enoto v Grčiji.

### Znani prebivalci
- Ajak, prvi mitološki kralj Ajgine, v čast ko so slavili Ajake
- Smilis (6. st. pr. n. št.), kipar
- Onatas (5 st. pr. n. št.), kipar
- Ptolichos (5 st. pr. n. št.), kipar
- Filisk Ajginski (4 st. pr. n. št.), filozof
- Cosma II. Atiški (12. st.), patriarh Konstantinopla
- Pavel Ajginski (7. st.), medicinski učenjak in zdravnik
- Sveta Atanazija Ajginska (9. st.), opatinja in svetnica
- Nektarij Ajginski (1846–1920), škof in svetnik

Vpliv družine Leoussi izvira z otoka Ajgina; njihovo poreklo je mogoče izslediti že v 15. stoletju.